# Hallerowie

herb Hallerów

Hallerowie, Hallerowie von Hallenburg – polska rodzina o niemieckich korzeniach, która w wiekach XV–XX odegrała znaczącą rolę w historii Polski. Przydomka szlacheckiego von Hallenburg używa od roku 1795.

## Protoplasta rodu i jego synowie
Protoplastą rodu był Jan (Johann) Haller (1467–1525), drukarz, księgarz i wydawca, który przybył do Krakowa w 1482 roku. Miał trzech synów. Byli to:
- Franciszek (Franz) Haller (1485–1527) – księgarz i pisarz miejski.
- Stefan Haller – kupiec krakowski, miał syna Stefana. Wraz z żoną Katarzyną z Langków zmarł w trakcie epidemii dżumy w roku 1543.
- Stanisław Haller – wychowywał swojego bratanka Stefana po śmierci jego rodziców; niewiele o nim wiadomo.

## Stefan Haller
Stefan Haller (1535–1592), syn Stefana Hallera, był kupcem i członkiem Rady Miejskiej Krakowa. 

## Józef Antoni Haller
Józef Antoni Haller (1725–1785) – kupiec, pierwszy z Hallerów, który wziął za żonę etniczną Polkę, potomkinię polskiego krakowskiego rodu patrycjuszy, Marcjannę Laskiewicz. Miał z nią czterech synów i trzy córki.

## Martin Aloys Haller
Martin Aloys Haller, trzeci syn Józefa Antoniego, żonaty z Petronellą Bartsch, otrzymał 3 sierpnia 1793 z rąk cesarza Franciszka II tytuł szlachecki Ritter Haller von Hallenburg. Od tego momentu ród Hallerów zaczął używać nazwiska Haller von Hallenburg.

## Józef Haller von Hallenburg (starszy)
Józef Haller von Hallenburg (starszy) (1783–1850), syn Martina Aloysa, był posiadaczem ziemskim i w latach 1836–1839 przewodniczącym Senatu Rządzącego Wolnego Miasta Krakowa. Z małżeństwa z Elżbietą Gorczyńską miał czterech synów i córkę.
Miał syna Cezarego Emila Hallera (1822–1915) ziemianina, działacza politycznego, powstańca krakowskiego i styczniowego, więźnia austriackiego, posła lwowskiego.
Jego synem też był Henryk Haller von Hallenburg (1831–1888) – uczestnik powstania styczniowego, ziemianin, finansista.

## Władysław Haller von Hallenburg
Władysław Haller de Hallenburg – syn Józefa, właściciel Polanki, ojciec gen. Stanisława Hallera von Hallenburga i Mieczysława opisanych poniżej.

## Henryk Haller von Hallenburg
Henryk Haller von Hallenburg (1831–1888), syn Józefa, uczestnik powstania styczniowego, ziemianin, finansista.
Był właścicielem majątku ziemskiego Jurczyce koło Krakowa (dawna Galicja), tercjarzem franciszkańskim, należał do sodalicji mariańskiej.
W roku 1882 wraz z całą rodziną przeniósł się do Lwowa przyjmując status mieszczański. Od 1879 pełnił funkcję dyrektora Towarzystwa Kredytowego Ziemskiego we Lwowie. Pochowany został na Cmentarzu Rakowickim w Krakowie.
Z małżeństwa z Olgą z Tretterów miał 3 synów. Byli to:
- August Haller von Hallenburg
- Edmund Haller von Hallenburg
- Józef Haller von Hallenburg, opisany poniżej.

## Mieczysław Haller von Hallenburg
Mieczysław Haller von Hallenburg (1877 – 22 czerwca 1917) syn Władysława Hallera von Hallenburga, major.
Ukończył szkoły w Krakowie, został zawodowym żołnierzem służąc w II Pułku ułanów. Po śmierci ojca zarządzał rodzinnym majątkiem Polanką. Należał do Towarzystwa Kółek Ziemian i Wydziału Towarzystwa Rolniczego wielickiego. W 1914 roku powołany do 16 pułku pospolitego ruszenia jako komendant kompanii. Od połowy sierpnia bierze udział w walkach i potyczkach nad Wisłą w Królestwie i Galicji. W listopadzie 1914 roku 16 Pułk wraca do Krakowa i uczestniczy w grudniu w dwóch wycieczkach z Twierdzy. W jednej z nich Mieczysław Haller zostaje lekko ranny. Pomimo tego po wycofaniu Rosjan rusza z Pułkiem nad Nidę, gdzie po kilku potyczkach zapada na zdrowiu. Po wyleczeniu zostaje komendantem batalionu stacjonującego w Przemyślu i Krakowie. Na front wraca jesienią 1916 roku przydzielony do pułku obrony krajowej. W maju bierze udział w walkach nad Soczą, na odcinku między górą Kuk i Monte Santo. Podczas walk zostaje ranny w płuca i po 3 tygodniach umiera w szpitalu polowym w Dol. Otica. Zostaje tam pochowany do dnia 31 października 1917 roku, gdy po ekshumacji zostaje pochowany w Krzęcinie.

## Stanisław Haller von Hallenburg
Stanisław Haller von Hallenburg (1872–1940) – syn Władysława Hallera von Hallenburga, polityk i generał, uczestnik wojny polsko-bolszewickiej, zamordowany przez NKWD w Charkowie.

## Józef Haller von Hallenburg (młodszy)
Józef Haller von Hallenburg (młodszy) (1873–1960) – syn Henryka Hallera von Hallenburga, brat stryjeczny gen. Stanisława Hallera, generał broni Wojska Polskiego, legionista, harcmistrz, Przewodniczący ZHP, działacz polityczny i społeczny.
Jego młodszy brat; kapitan Cezary Haller (1875–1919) oficer, działacz polityczny, poseł na Sejm, zginął 26 stycznia 1919 w przegranej bitwie z oddziałami czeskimi pod Kończycami Wielkimi w gminie Hażlach w powiecie cieszyńskim, został pochowany w grobowcu rodzinnym w Dworach.

## Edmund Haller von Hallenburg
Edmund Haller von Hallenburg (ur. 1873 w Jurczycach, zm. 20 sierpnia 1916 w Wiedniu), syn Henryka Hallera von Hallenburga

## Po roku 1945
Po II wojnie światowej większość rodziny pozostała w Polsce. Na zachodzie pozostał jedynie generał Józef Haller wraz z rodziną (zmarły w Londynie w 1960), jego wnuk zamieszkał w Australii. Hallerowie mieszkają obecnie w Bydgoszczy, Krakowie, Katowicach i Wrocławiu. Zamiana „von” na „de” następowała wśród członków rodziny od lat 80. XIX wieku.